# Funt gibraltarski
Funt gibraltarski (kod ISO 4217: GIP) – oficjalna waluta Gibraltaru. Dzieli się na 100 pensów gibraltarskich. 
Gibraltar, jako terytorium zależne Wielkiej Brytanii, emituje swoją walutę przy sztywnym przeliczniku do brytyjskiego funta szterlinga, wynoszącym 1:1. Wygląd monet i banknotów gibraltarskich też podobny jest do monet i banknotów brytyjskich, a banki Zjednoczonego Królestwa wymieniają je na brytyjskie, ewentualnie po sprawdzeniu legalności ich pochodzenia.
W powszechnym obiegu na Gibraltarze znajdują się zarówno funty brytyjskie, jak i gibraltarskie, a bankomaty mają możliwość wydawania albo waluty lokalnej, albo metropolitalnej. Powszechnie przyjmowane są także euro, w roku 2005 przeliczane w sklepach, stacjach benzynowych, miejskich autobusach według przybliżonego kursu 1,00 € = 0,60 £.